# Asquerosa Alegría
Asquerosa alegría ist der Name des zweiten Albums der argentinischen Band Bersuit Vergarabat. Es wurde 1993 von Tweety González produziert unter Mitwirkung von Miguel Zavaleta. Im Gegensatz zu ihrem Debütalbum Y punto, das ein Jahr zuvor veröffentlicht wurde, erreichte dieses Werk nicht den erwarteten Erfolg. Nach der Veröffentlichung des Albums verließen Marcela Chediak (Perkussion), Raúl Pagano (Keyboard) und Charly Bianco (Gitarre und Gesang) die Band. Letzteren ersetzte der aus Venezuela stammende Gitarrist Alberto Verenzuela, ein alter Freund der Band.  
Das Albumcover ist ein Ausschnitt aus dem Werk "Der Zauberclown" des französischen Künstlers André Martins de Barros. Es zeigt einen Clown, der sarkastisch und grotesk lächelt. Das Gesicht des Clowns besteht aus einem riesigen Gesäß, und der Rest desselben ist aus nackten Frauen geformt.
Trotz des Misserfolgs des Albums gehören zu den bemerkenswerten Erfolgen: "Los elefantitos", "Tu pastilla fue", "Fuera de acá", "Clara" und "Ausencia de estribillo".

## Titelliste
| Nr.          | Titel                                     | Text             | Musik                       | Länge |
| ------------ | ----------------------------------------- | ---------------- | --------------------------- | ----- |
| 1.           | Fuera de acá                              | Cordera          | Céspedes                    | 04:12 |
| 2.           | Sin son                                   | Martín           | Céspedes, Righi             | 05:00 |
| 3.           | Tu pastilla fue                           | Cordera          | Céspedes, Martín            | 04:00 |
| 4.           | Clara                                     | Cordera          | Cordera                     | 05:05 |
| 5.           | Cha, cha, cha                             | Cordera          | Cordera                     | 02:49 |
| 6.           | Ausencia de estribillo                    | Subirá           | Céspedes                    | 02:35 |
| 7.           | Si amanece (mit Miguel Zavaleta)          | Cordera          | Cordera, Céspedes           | 04:22 |
| 8.           | Decile a tu mamá                          | Cordera, Quiroga | Quiroga                     | 02:27 |
| 9.           | Balada de Guang Chang Kein (instrumental) |                  | Subirá                      | 00:48 |
| 10.          | Los elefantitos                           | Cordera, Subirá  | Cordera, Subirá             | 05:15 |
| 11.          | Vamos, no llegamos                        | Cordera          | Céspedes, Martín            | 03:45 |
| 12.          | Nepore'y (tu ausencia)                    | Subirá           | Céspedes                    | 05:48 |
| 13.          | Buceando en el Riachuelo (instrumental)   |                  | Cordera, Céspedes, González | 02:15 |
| Gesamtlänge: | Gesamtlänge:                              | Gesamtlänge:     | Gesamtlänge:                | 48:16 |

## Besetzung
- Gustavo Cordera – Gesang und Chöre.
- Rubén Sadrinas – Gesang, Chöre und Megafon.
- Oscar Righi – Elektrische Gitarren, Lead, spanische Gitarre, Klatschen und Chöre.
- Charly Bianco – Elektrische und akustische Gitarren, 2. Lead in "Vamos, no llegamos".
- Pepe Céspedes – Bass, akustische Gitarre in "Tu pastilla fue", Keyboard in "Vamos, no llegamos".
- Juan Subirá – Keyboard, Chöre, spanische Gitarre und Gesang in "Balada de...".
- Marcela Chediak – Congas, Timbales, zusätzliche Perkussion und Klatschen.
- Carlos Enrique Martín – Schlagzeug, Klatschen und Chöre.

## Gastmusiker
- Tweety González – Programmierung, Sampler und Keyboard in "Tu pastilla fue", "Fuera de acá", "Sin Son" und "Ausencia de Estribillo".
- Miguel Zabaleta – Gesangsarrangements und Gesang in "Si amanece".
- Adriana Beltrán – Chöre in "Los Elefantitos".
- Colacho Brizuela – Spanische Gitarre in "Los Elefantitos".
- Gustavo Cirilli – Bratpfanne in "Balada de..." und Video Home (Höflichkeit des Orchesters von Dr. Aristóbulo del Valle Iberlucea).
- Coro Arpepiano – Nina Righi, Carola und Lucía Castellani, Bárbara Nicali in "Fuera de acá".